# Saint-Martin-Bellevue
Saint-Martin-Bellevue är en kommun i departementet Haute-Savoie i regionen Auvergne-Rhône-Alpes i sydöstra Frankrike. Kommunen ligger i kantonen Annecy-le-Vieux som tillhör arrondissementet Annecy. År 2018 hade Saint-Martin-Bellevue 2 732 invånare.

## Befolkningsutveckling
Antalet invånare i kommunen Saint-Martin-Bellevue
| Referens: INSEE |